# Enzenkirchen
Enzenkirchen – gmina w Austrii, w kraju związkowym Górna Austria, w powiecie Schärding. Liczy 1792 mieszkańców.